# Las Tortugas Ninja: Next Mutation
Ninja Turtles: The Next Mutation (abreviado NT: TNM) (Las Tortugas Ninja: La Nueva Mutación en Hispanoamérica y Las Tortugas Ninja: La Siguiente Mutación en España) fue un programa de televisión en imagen real que se transmitió entre 1997 y 1998 en Fox Kids. Fue producida por Saban Entertainmentt y Toei Company. La serie está basada en las historietas Teenage Mutant Ninja Turtles de Peter Laird y Kevin Eastman, pero toma un camino libre en cuanto a la trama.
La serie introdujo muchos nuevos elementos a la saga, incluyendo los nuevos antagonistas centrales, como el Rey Dragón. Aunque en un inicio se pensó estaría cronológicamente después de la serie de los ochenta (debido a que la serie animada finalizó un año antes del estreno), varios motivos conllevaron a que esta se pensara que se ubicaba tras los hechos de la tercera película (como la oreja rebanada de Splinter). Sin embargo, en la serie aparece Shredder vivo y a la vez, ya no está en el estado de Súper Shredder, así como la ausencia de April O'Neil y Casey Jones. Más tarde se confirmó que la serie tiene continuidad propia, independientemente de la serie anterior y las películas.
En el segundo episodio, Leonardo afirma que las tortugas no están biológicamente relacionadas y que son todos hermanastros, cosa que la diferencia del resto de las adaptaciones de la saga, donde son explícitamente hermanos de sangre.
Esta versión las Tortugas hizo una aparición especial en Power Rangers en el espacio en el episodio Shell Shocked pero aparecieron por primera vez en el final del episodio Save Our Ship.
La novedad más importante fue la inclusión de una tortuga mutante femenina llamada Venus de Milo (cuyo nombre se deriva de la famosa estatua). Otra diferencia notable son las armas, Leonardo porta una ninjatō de doble hoja que se separa en lugar de sus dos katanas (a pesar de que ha demostrado poseer dos en algunos episodios); las Sai de Raphael se podían combinar para hacer un bastón de puntas afiladas, y debido a que la censura inglesa para el momento prohibía en la televisión infantil los nunchakus, las respectivas armas de Miguel Ángel fueron cambiados por un par de Tonfas. Del mismo modo, el nombre de la serie fue modificado en varios países como Hero Turtles: The Next Mutation.
El programa no tuvo el éxito esperado y fue cancelado después de una temporada de 26 episodios. Los personajes de April O'Neil y Casey Jones se dice que iban a aparecer en la segunda temporada pero como esta serie fue cancelada eso nunca sucedió.
Aunque la franquicia es propiedad de Viacom desde 2009, la serie fue propiedad de The Walt Disney Company durante 8 años hasta su readquisición por Saban Brands en 2011. Actualmente; la serie está disponible en Netflix tanto en Estados Unidos como en Hispanoamérica y España, aunque dejó de estarlo el 31 de enero de 2021.

## Personajes

### Tortugas
| Personaje     | Actor                | Actor de voz        |
| ------------- | -------------------- | ------------------- |
| Leonardo      | Gabe Kouth           | Michael Dobson      |
| Raphael       | Mitchell A. Lee Yuen | Matt Hill           |
| Donatello     | Ricard Yaw           | Jason Gray-Stanford |
| Michelangelo  | Jarred Blancard      | Kirby Morrow        |
| Venus de Milo | Nicole N. Parker     | Lalainia Lindbjerg  |

## Aliados

### Maestro Splinter(Astilla en España)
El mentor de las Tortugas y padrastro de Leonardo, Raphael, Donatello y Michelangelo. A diferencia de la serie de los años 1980 y las películas, su pelaje es gris (característica que se mantendrá en la serie de 2003). Puede entrar al mundo de los sueños mediante una profunda meditación, en la cual se puede comunicar con otras personas en el mismo estado.

### Maestro Chung I
Mentor y padrastro de Venus, es un sensei chino que le enseñó a Venus el arte del Shinobi. Tenía sellado y vigilado al Rey Dragón en un espejo, pero el sello se rompe y moribundo le pide a Venus ir a Estados Unidos con Splinter y las Tortugas. Este encontró a Venus en Nueva York, poco después de que Splinter se llevara a las demás tortugas cubiertas por el Ooze, lo que da a entender que al momento de encontrar a las Tortugas, Splinter no la noto a ella, cuando con los demás fue cubierta y cambiada por el Ooze.

## Enemigos

### Shredder(Destructor en Hispanoamérica y Despedazador en España)
Shredder apareció en el episodio de cinco partes "East Meets West", cuando él y los Ninjas del Pie descubrieron el escondite de las Tortugas. Cuando Venus de Milo apareció a la vista, ella usa sus habilidades ninja para derrotarlo y el Clan del Pie se disuelve. Su alias de Oroku Saki fue descubierto más tarde en las calles cuando los soldados del Rey Dragón lo atacan con el fin de obtener un amuleto ninja. Después, cuando las fuerzas del Rey Dragón estaban ocupadas peleando contra las Tortugas, Oroku Saki fue derrotado y luego se ve en un callejón desierto con el amuleto en sus manos, donde parece haber desbloqueado el poder del amuleto ninja y se ríe como un maníaco. Sin embargo, la serie fue cancelada antes de que otra temporada que girará en torno a esto se pudiera realizar.

### Rey Dragón
Líder de alto rango y Rey de todos los dragones. El y sus soldados quedaron atrapados en un espejo de cristal hace muchos años y ahora han escapado. Su aspecto está basado en las antiguas representaciones chinas del dragón.

### Wick
Un pequeño dragón quien es el compañero del Rey Dragón.

### General Lieutenant
Líder del ejército del Rey Dragón.

### Dr. Cornelius Quease
Un científico de renombre mundial y experto en mutación. Él intenta crear diversas armas para derrotar a las tortugas.  Según el Rey Dragón, él es el "Maestro de la Nueva Magia" (refiriéndose a la ciencia).

### Silver
El último de los Yetis. En vez de vivir en la cima de la montaña, él rehace su vida y va a Nueva York para entrar en el negocio de la delincuencia y comenzar una banda de seres humanos que piensen en él como el líder más listo.

### Mick y Dick
Dos monos ladrones y secuaces de Silver.

### Simon Bonesteel
Un cazador de caza mayor que se especializa en la caza de animales en peligro de extinción. Ha fabricado cosas con partes de animales en peligro de extinción, como marfiles de elefante, pieles de foca, cueros de delfines, y cráneos de gorila montañés. Él considera a las Tortugas Ninja una especie en peligro, ya que solo hay cinco de ellas. Bonesteel posee una personalidad paranoica y es conocido por dar a sus armas nombres femeninos. En el episodio de cuatro partes "Unchain My Heart", Simon Bonesteel es también conocido para la caza de criaturas sobrenaturales (como Vam-Mi y sus secuaces de vampiros).

### Vam-Mi
Una chica vampiro de 10.000 años de edad proveniente de China. Ella fue derrotada anteriormente por Chung I, quien le arrancó el corazón, haciéndola caer en un largo sueño. Sus secuaces Bing y Chi Chu utilizaron una poción mágica para despertarla.

### Bing y Chi Chu
Secuaces vampiros de Vam-Mi. Hombre y mujer respectivamente, ambos tienen un aspecto físico similar al de dos niños.

## Episodios
| Episodio | Título                      | Emisión                  |
| -------- | --------------------------- | ------------------------ |
| 1        | "East Meets West, Part 1"   | 12 de septiembre de 1997 |
| 2        | "East Meets West, Part 2"   | 19 de septiembre de 1997 |
| 3        | "East Meets West, Part 3"   | 26 de septiembre de 1997 |
| 4        | "East Meets West, Part 4"   | 3 de octubre de 1997     |
| 5        | "East Meets West, Part 5"   | 10 de octubre de 1997    |
| 6        | "The Staff of Bu-Ki"        | 17 de octubre de 1997    |
| 7        | "Silver and Gold"           | 24 de octubre de 1997    |
| 8        | "Meet Dr. Quease"           | 31 de octubre de 1997    |
| 9        | "All in the Family"         | 7 de noviembre de 1997   |
| 10       | "Trusting Dr. Quease"       | 14 de noviembre de 1997  |
| 11       | "Windfall"                  | 21 de noviembre de 1997  |
| 12       | "Turtles' Night Out"        | 28 de noviembre de 1997  |
| 13       | "Mutant Reflections"        | 5 de diciembre de 1997   |
| 14       | "Truce or Consequences"     | 12 de diciembre de 1997  |
| 15       | "Sewer Crash"               | 19 de diciembre de 1997  |
| 16       | "Going Ape"                 | 9 de enero de 1998       |
| 17       | "Enemy of My Enemy"         | 16 de enero de 1998      |
| 18       | "King Wick"                 | 23 de enero de 1998      |
| 19       | "The Good Dragon"           | 30 de enero de 1998      |
| 20       | "The Guest"                 | 6 de febrero de 1998     |
| 21       | "Like Brothers"             | 13 de febrero de 1998    |
| 22       | "Unchain My Heart, Parte 1" | 20 de febrero de 1998    |
| 23       | "Unchain My Heart, Parte 2" | 27 de febrero de 1998    |
| 24       | "Unchain My Heart, Parte 3" | 6 de marzo de 1998       |
| 25       | "Unchain My Heart, Parte 4" | 13 de marzo de 1998      |
| 26       | "Who Needs Her"             | 20 de marzo de 1998      |

## Crossover conPower Rangers
Además de Next Mutation, esta versión de las Tortugas aparece como invitados especiales en la generación Power Rangers en el espacio. El final del Episodio "Salvemos Nuestra Nave" se conecta directamente con el episodio "Shell Shocked", donde las Tortugas son invocadas e hipnotizadas por Astronema para pelear contra los Space Rangers. Su control sobre ellos es roto y finalmente estos se alían a los Rangers para pelear contra las fuerzas de Astronema. Finalmente, antes de regresar a Nueva York, las Tortugas piden un pequeño favor a los Rangers; surfear en el espacio con los Galaxy Riders. Cabe mencionar que el episodio "Shell Shocked" en Hispanoamérica fue llamado "Las Ninja Tortugas Mutantes" y las Tortugas fueron llamadas "Las Ninja Tortugas Mutantes Adolescentes", cosa extraña, ya que las películas y la primera serie (junto con esta) el grupo se llamó siempre como "Las Tortugas Ninja", sin traducir nunca los términos "Teenage" o "Mutant". Como dato curioso, la voz de Raphael y la de Zordon fueron proporcionadas por el actor de doblaje Mexicano Jorge Santos (ambos desde su respectiva primera serie).

## Cancelación
La serie fue cancelada durante el verano de 1998. La cancelación de la serie marco la primera vez que las Tortugas estuvieron fuera de la TV durante un largo periodo de 5 años desde el debut de la primera serie en 1987. Una nueva serie de animación fue estrenada en 2003, bajo la producción de Mirage y 4Kids.